# 大腸内視鏡

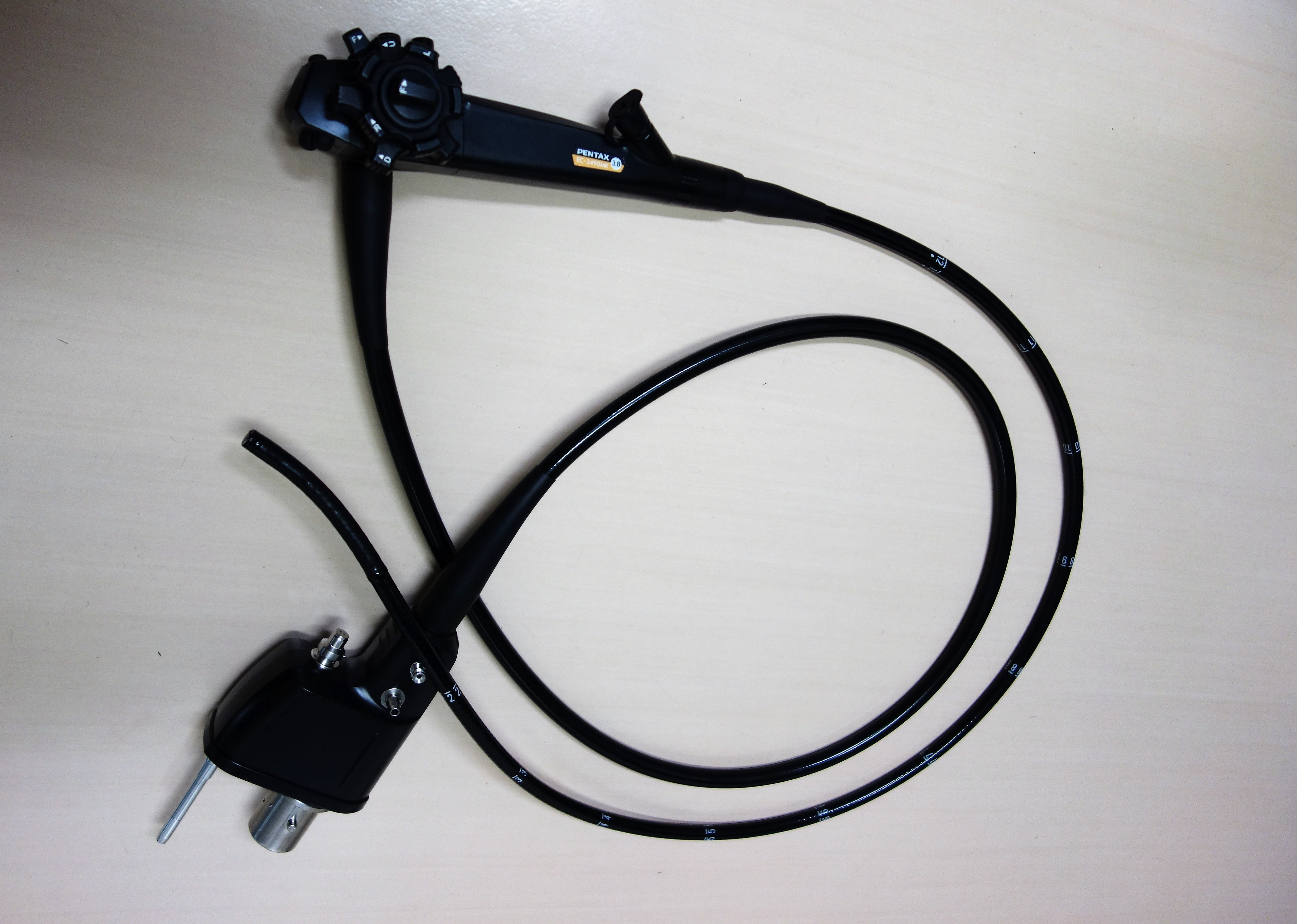
大腸内視鏡カメラ。ペンタックス製。CCD方式

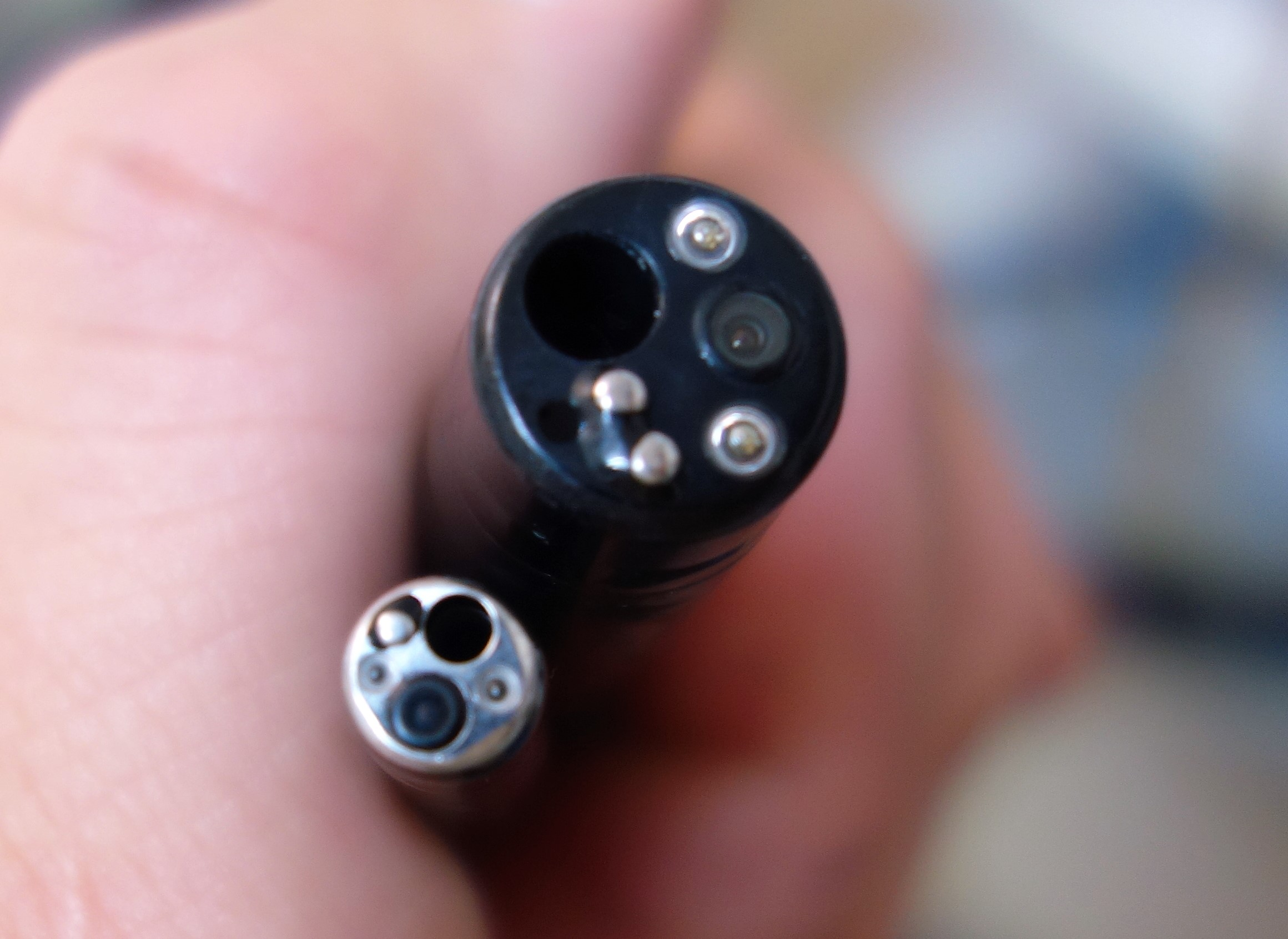
大腸内視鏡の先端部。細いほうは経鼻上部消化管内視鏡。共に、2つの発光部、カメラのレンズ、鉗子孔、送気/送水孔が見える

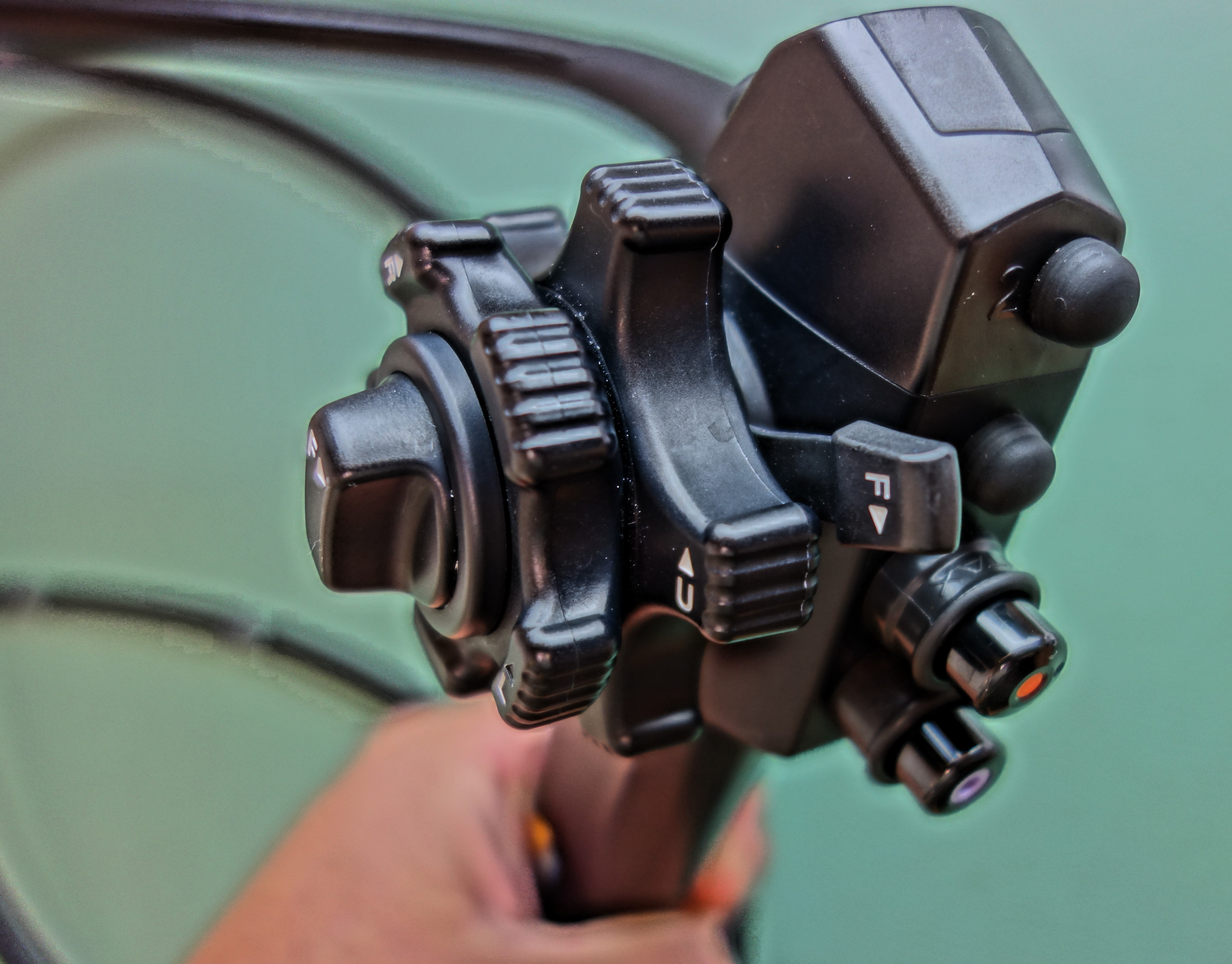
大腸内視鏡カメラの操作部。同心円のダイヤル、左から左右アングルロック、左右アングル、上下アングル、上下アングルロック。大きなボタンは上側が吸引、下側が送気/送水ボタン

大腸内視鏡（だいちょうないしきょう）は、肛門より挿入し、直腸から結腸もしくは回腸末端にかけて、診断・治療を行う器具としての内視鏡、もしくは手技のこと。英語では器具は"colonoscope", 手技は"colonoscopy"と綴りが異なるが、日本では同じ語句を用いることが一般的である。下部消化管内視鏡検査とも呼ばれる。

## 歴史
大腸内視鏡の歴史は、3つの段階に分けられる。第1段階は機器の開発である。開発者は東京大学の丹羽、弘前大学の松永、東北大学の山形である。
第2段階は挿入法の開発である。弘前大学の田島強が世界で初めて盲腸まで挿入する方法を確立した。今日、多くの専門家が田島を開発者と認識している。その後、ドイツのデイレ、アメリカの新谷弘実によりSDJでループを解除するという一人法が開発され、これが今日の標準的手技となっている。
第3段階は治療＝内視鏡的ポリープ切除術（ポリペクトミー）の開発である。1968年、東大の丹羽、常岡により高周波スネアーが開発され、胃の内視鏡的ポリープ切除術が成功した。そして1969年、オリンパスの一人の社員を通じて高周波スネアーがアメリカ合衆国の新谷に渡り、大腸の内視鏡的ポリープ切除術が成功した。1968年になぜ、日本で大腸の内視鏡的ポリープ切除術がおこなわれなかったのかには、いくつかの理由があるが、1968年の東大紛争による研究の中断と、当時の日本では大腸癌が多くなく重視されなかった事情の2点が大きいといえる。
いずれにせよ「切るだけで縫合しない」大腸の内視鏡的ポリープ切除術が、手術として「完成」したのは、1970年代以降に内視鏡による縫合技術（クリップ）が林・蜂巣により開発されてからである。

## 内視鏡の種類
- ファイバー内視鏡

日本においては光ファイバースコープが以前は主流であったが、画質・機能・弯曲性能が電子スコープに劣るため、次第に市場から消えつつある。日本以外では依然として用いられることがある。
- 電子スコープ

CCDを先端にとりつけた内視鏡。これらが日本で現在発売されているもの。日本ではオリンパス、富士フイルム、ペンタックス(現在はHOYAの一部門)の三社から販売されている。
- カプセル内視鏡

イスラエルのギブン・イメージング社の開発した大腸用の製品が実用化されている。2014年より日本でもピルカム・コロン2が健康保険適応となった。
- 仮想内視鏡

正確には内視鏡検査ではないが、CTを用いて、腸管内腔を3次元再構成し、粘膜面の凹凸の評価を行う検査。術後や子宮内膜症、クラミジア感染などにより、腸管の癒着がひどく、電子スコープ内視鏡検査が困難な例などでは有用とされる。ただし出血や色調の評価、生検などはできないため、内視鏡検査の代わりとは成り得ない。CTコロノグラフィーは、大腸内視鏡と比較して、6mm以上の病変に関する感度85.3%、特異度87.8%であり、やむを得ない場合の内視鏡の代替手段と考えられている。
仮想内視鏡は気管支や副鼻腔、胃でも行われる。

## 検査の対象
大腸内視鏡検査は腹痛、便秘、下痢、血便など大腸疾患が疑われる場合の診断や治療方針の決定に必要である。腫瘍のスクリーニング、炎症性腸疾患の診断や治療の効果判定や経過観察、血管病変や全身疾患の腸病変の評価などが診断目的ではよく知られている。治療目的には腫瘍切除、止血術、減圧術、狭窄拡張術、異物除去術、整復術、抗がん剤の局注、術前のマーキングなどで行われる。最もよい適応は便潜血陽性の場合の精査である。下血をしている場合は循環不全の場合は内視鏡検査ができない点に注意が必要である。また急性期は腸内の凝血塊や新鮮血で視野が確保できないことが多いため全身状態がよければ前処置をしてから検査する。大腸内視鏡検査の絶対禁忌には急性腹膜炎、腸管穿孔、循環不全、腹部大動脈瘤などがあげられる。

### 症状
- 血便・黒色便
- 長引く下痢
- 便潜血陽性
- 突然発症の便秘
- 便柱狭小化 ( = 排泄された便の径が細くなる)
- 腹痛
- 腹部の腫瘤 (一般的にはエコーやCT、血液検査など前処置の不要な検査を行った後に行われる。)
- 腸閉塞

### 疾患
- 大腸癌
- 大腸ポリープ
- カルチノイド
- 悪性黒色腫
- 悪性リンパ腫
- 潰瘍性大腸炎
- クローン病
- 粘膜逸脱症候群 (mucosal prolapse syndrome; MPS)
- 虚血性大腸炎
- アメーバ赤痢
- 腸結核
- 偽膜性腸炎
- 大腸憩室
- 動静脈奇形
- 遺伝性非ポリポーシス大腸癌 (Hereditary Non-Polyposis Colorectal Cancer; HNPCC)
- 家族性大腸腺腫症 (Familial Adenomatous Polyposis; FAP)
- 腸管子宮内膜症
- 腸管のう胞様気腫症
- 腸間膜静脈硬化症

## 検査
内視鏡検査予約前に腹部単純X線写真を撮影し、腸管閉塞性の疾患を疑う患者が経口腸管洗浄剤の服用によって腸管穿孔や破裂を生じぬよう、事前スクリーニングが必要である。

### 前処置
検査前の準備は二つ、1.被検査者自宅での準備と2.病院での準備であり、いずれも大腸内部をきれいにして、検査を確実にできるようにするためである。
1. 検査前日は、食物繊維含有量を少なくした検査用食事（朝昼夕3食）と夜8時頃下剤服用。水分は多めに摂る。
2. 当日は、水分の摂取を控え絶食状態で診察に臨む。
3. 問診により前日夜に服用した下剤による排便（前日夜から当日までに通常量程度）を確認する。
  - 排便がなかった場合は腸管穿孔や破裂の可能性が有るので経口腸管洗浄剤の服用は行わず検査は中止する。排便が確認された場合は、経口腸管洗浄剤を服用する。
4. 経口腸管洗浄剤の服用。
  - 錠剤の場合、水と共に約10錠ずつ合計50錠程度のリン酸ナトリウム錠剤の下剤を内服する。
  - 液体の腸管洗浄薬の場合、1時間当たり1リットル。2時間で2リットル程度を内服する。
5. 何れも、排便に、便粕がなくなり、黄色で透明な液体になれば検査実施可となる。

※検査直前には、疼痛を和らげるためドルミカムとオピスタンを使用する施設もある（欧米ではフェンタニルも使われることがあるが日本では呼吸抑制が強いため使用されていない。腸管の運動を抑制するためにブスコパンまたはグルカゴンを投与する。
※日本ではドルミカムは成人男性で3.5 - 4mgを静脈注射する施設が多い。高齢者や小柄な体格では、その50% - 70%へ減量する。オピスタンは、12 - 35mgを体格にあわせ用いる施設が多い。両者を単独または併用する。
胃内視鏡的洗腸液注入法(GastroEndoscopic Intestinal Irrigation:GEII)
大腸内視鏡検査に先行し無痛胃内視鏡検査を実施して、終了時に十二指腸から腸管洗浄液を注入する事で、洗腸液内服に伴う身体的・精神的・時間的負担を軽減する胃内視鏡的洗腸液注入法という方法もある。

### 内視鏡の把持
検査実施可となったら患者は検査衣と検査用下着に着替える。検査用下着は紙製のデスポーザブルのもので、肛門部にスリットが開いている。こうすることで患者の緊張感と羞恥心の緩和を図っている。
患者は一般的に背中を医師に向け、左側臥位となる。医師は内視鏡をアングルを含む操作部を左手に把持し、CCD、チャンネルを含むスコープ先端を右手に把持する。左手はガンシューティングスタイルでアングルを縦に把持し、アーレンキーのようにスコープを回転できるようにする（アングルを水平に把持するとアングルとスコープの連結部が曲がるばかりで、アーレンキーのようにスコープ先端側が回転しない）。
スコープの滑りを良くするため、キシロカインゼリーが、旧来はスコープ側面に塗布されてきた。リスクマネジメントの観点から、現在はリドカイン総投与量を減らすため、リドカイン非含有ゼリーの使用が推奨されている。K-Y (ジョンソンエンドジョンソン製) やスループロゼリー (カイゲン販売)、エンドルブリ (オリンパス製、カインゼロゼリー (富士フイルムメディカル販売) ) など各社から内視鏡製品関連の多くの会社から発売されている。またリドカイン非含有潤滑剤の使用は、泌尿器科での膀胱鏡・尿道カテーテルや放射線科での注腸X線検査など他の医学領域でもすすめられている。

### 挿入法
大腸は、上部消化管と異なり、直腸-RS-S状結腸-Sigmoid-descending colon junction(SDJ)-下行結腸-脾彎曲部(SF)-横行結腸-肝彎曲部(HF)-上行結腸と生理的な屈曲が4箇所ある（上部消化管では胃角と十二指腸角のみ）。またS状結腸と横行結腸は自由に形状をかえるため、スコープを挿入方向に押し込んでも、中間部でたわんでしまうことがあり、上部消化管内視鏡のように、単純に押し込むことでは深部へは挿入できない。そのため挿入技術に関しては種々の技法があり、解説した書籍もある。
かつてはスコープ操作とアングル操作を分担した二人法も行われていたが、現在は一人法が主流である。また従来はX線透視を用いてスコープ形状を確認していたが、現在はX線を用いずに挿入する技術が普及している（無透視一人法）。
無透視一人法ではスコープの挿入方向と左右トルクのコントロールを右手で行うが、右手を放すと腸管がスコープを押し返してしまう。そのため、先進中に右手は腸管に押し負けない程度の力で常時スコープを保持しなくてはならない。右手の位置をずらす際にはシャクトリムシのようにスコープを送る。また右手はアングル操作には用いずに、左手だけで二つのアングル操作を行わなければならない。(右 + Up) と (左 + Down) の組み合わせは、二つのアングルをそれぞれ逆方向に回さなくてはならない。(右：中指 + Up：親指) と (左：親指 + Down：中指) の組み合わせで握りこむように操作すると比較的容易にできる。詳細は下記参考文献「ひとりで学ぶ大腸内視鏡挿入法」を参照されたい。
挿入に際しては
- ループ解除法…挿入時に一旦ループを形成したとしてもループを解除し、直線化を図る[7][8][9][10][11]。S状結腸のループはなだらかであればさほど痛みを感じない。急峻なループ（いわゆるステッキなど）は強く痛む。
- 軸保持法...ジグリング、ライトターンショートニングを駆使して腸管を畳込むように短縮を図る。
- 浸水法...注水した後に直腸・S状結腸の空気を吸引する方法[12][13]。重力を利用し、左側臥位であれば、注水した水を追うと自然とスコープヘッドがSDジャンクションへ向かう「水ナビ」とは異なる手法。

などがある。
補助技術としては、圧迫によるスコープコントロール(スコープのたわみを体外からの用手圧迫で補正する)や患者の体位変換などがある。
S状結腸と横行結腸は、固定されていないため腸管の形態が変化する。
S状結腸は、頭側・背側へは進展しやすく腹壁・骨盤側へは伸展しにくい。ひとつにはS状結腸間膜によりS状結腸は、その可動域を制限されるためである。腸間膜起始部へ向かう頭側・背側への動きは、腸間膜が緩むため、S状結腸が自由に動ける。腹壁側・下方へは腸間膜が張るため、S状結腸の動きは制限される。そこでスコープの右回転（右トルクとも呼ばれる）により、伸展しにくい方向へ腸管の形態をコントロールするとよい。ただS状結腸に沿うような適切な角度を与えないとミスマッチを来たすので、回転させるペースには注意を要する。特にSDJが背側からまわりこんでくる大腸過長症例では一旦180度左ターン→引き込み→右ターンといった操作が必要となることがある。
横行結腸は、尾側・臍側へは伸展しやすい。背側に脊椎があるため左半と右半では腸管のコントロールが異なる。横行結腸の短縮には、左半横行結腸では脊椎を乗り越えるため右トルク、右半では脊椎を支点として左トルクを用いるとよりスムーズにスコープを挿入できることが多い。
内視鏡の「たわみ」が大きいほど（「Ω」型・「Λ」型）、たわみの頂点ではターン操作によるモーメントが大きくなる。モーメントが大きくなると腸管は内視鏡に追随する動きをする結果、ループを形成することとなる。「たわみ」の小さい状態（「へ」型）ではモーメントが小さいため、ターン操作によるトルクは腸管からの反作用としてスコープ側面を圧迫し、スコープ先端の推進力へと変換される（スコープは腸管に押し負けて先端は先進しつつ「ー」型になる。）。できるだけ腸管を引き込む操作を行い、「Ω」・「Λ」型を作らず「へ」型にすることがターン操作によるスコープ先進には重要である（この理論はいわゆるライトターン・ショートニングとは原理が異なる）。
体位変換はルーチンで行う施設もあるが、挿入困難例のみで行う施設もあり、一様には用いられていない。
S状結腸での挿入困難例では右側臥位が有用なことがある（RS～SDJが若干伸びて、急な屈曲がとれ、やや真っ直ぐになるため）。
用手圧迫で痛みを訴えるときには、腹臥位でのスコープの圧迫が有用なことがある。
詳細は下記リンクを参照。

## 観察・処置・治療
- 一般的に、大腸内視鏡は盲腸（医師によっては回腸末端）まで挿入したうえで、内視鏡を抜去しながら粘膜面を観察する。
- 染色、光学的検査などを行い病変の評価を行う。
  - 染色にはインジゴカルミン、クリスタルバイオレット、メチレンブルーなどがある。
  - 光学的に病変視認性を向上させる技術としては拡大内視鏡、NBI、FICE、青色レーザー光(BLI)などがある。
    - 早期大腸癌の存在診断にはNBI/FICEは不向きという報告がある[15]。
    - 炎症性腸疾患における癌スクリーニングでは、インジゴカルミンによる色素内視鏡は有用だが、NBI/FICEは有用性に欠けるという報告がある[16]。

  - 大腸は管腔が狭く、上部消化管内視鏡のような反転操作が困難であり、ひだの陰の病変は観察困難である。どうしても観察できない病変がありうることを念頭に置かなければならない。また検査を行ったとしても、その後病変が出現することもあるため、適切な間隔をおいて検査を行う必要がある[17]。
- ポリープ、潰瘍などの病変が発見された場合。その状態に応じ観察→生体検査→内視鏡的切除術などの処置を行う。
- 生検検体を鏡検・培養し、炎症性腸疾患(潰瘍性大腸炎)や感染症(アメーバや嫌気性菌)の診断の一助とする。
- 生検検体を病理検査に提出し、悪性腫瘍(カルチノイド・大腸癌・直腸癌・メラノーマなど)の診断の一助とする。
- 著明な出血がみられるときは、その場でクリッピング・アルギン酸噴霧・トロンビン噴霧・高張食塩水注入・エタノール注入などを行い止血処置を行う。
- 憩室出血に対しては内視鏡的バンド結紮術(endoscopic band ligation; EBL)も推奨されている[2][18]。
- 内視鏡的切除術には、ポリペクトミー・ホットバイオプシー・EMR・ESDなど種々の手技がある。

## 合併症
- 脆くなっている大腸の場合、内視鏡による穿孔がごくまれにみられる。
- ポリープなどを切除した場合に、穿孔したり、出血がとまらないこともまれにみられる。